# ساوینو بلینی

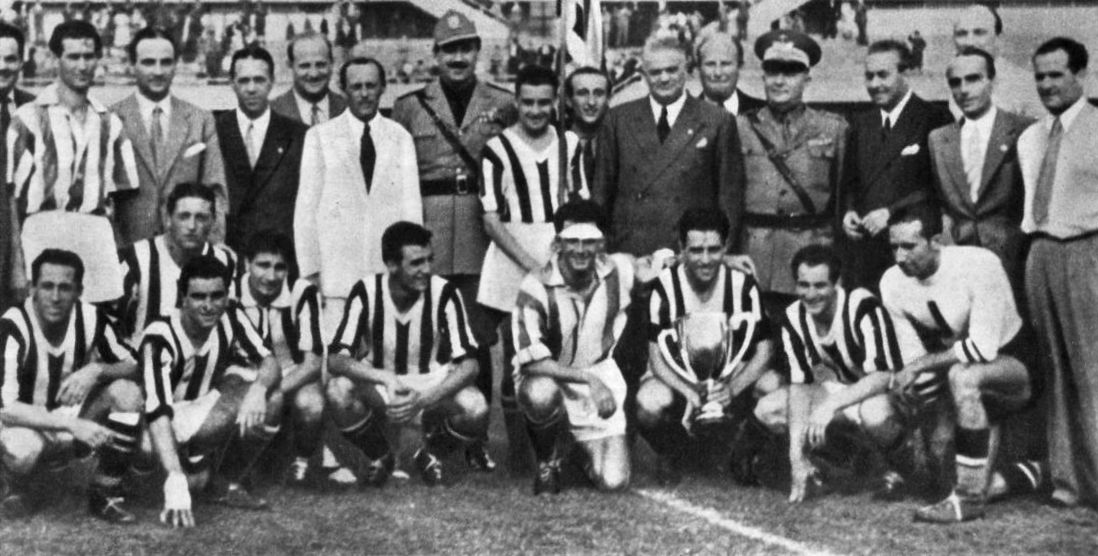
بازیکنان تیم یوونتوس در فصل ۱۹۴۱/۴۲

ساوینو بلینی (انگلیسی: Savino Bellini; ۱ دسامبر ۱۹۱۳ – ۴ نوامبر ۱۹۷۴) بازیکن فوتبال اهل ایتالیا بود.
از باشگاه‌هایی که در آن بازی کرده‌است می‌توان به باشگاه فوتبال اینتر میلان، باشگاه فوتبال یوونتوس، باشگاه فوتبال آ.ث. میلان، باشگاه فوتبال نووارا، باشگاه فوتبال اسپال، و باشگاه فوتبال وارزه اشاره کرد.